# Skopa
En skopa är ett kärl, ett redskap, vanligtvis med skaft som handtag, att ösa med.
Används ofta för vatten och kallas då vattenskopa.
Snöskopa används på traktor eller lastmaskin.

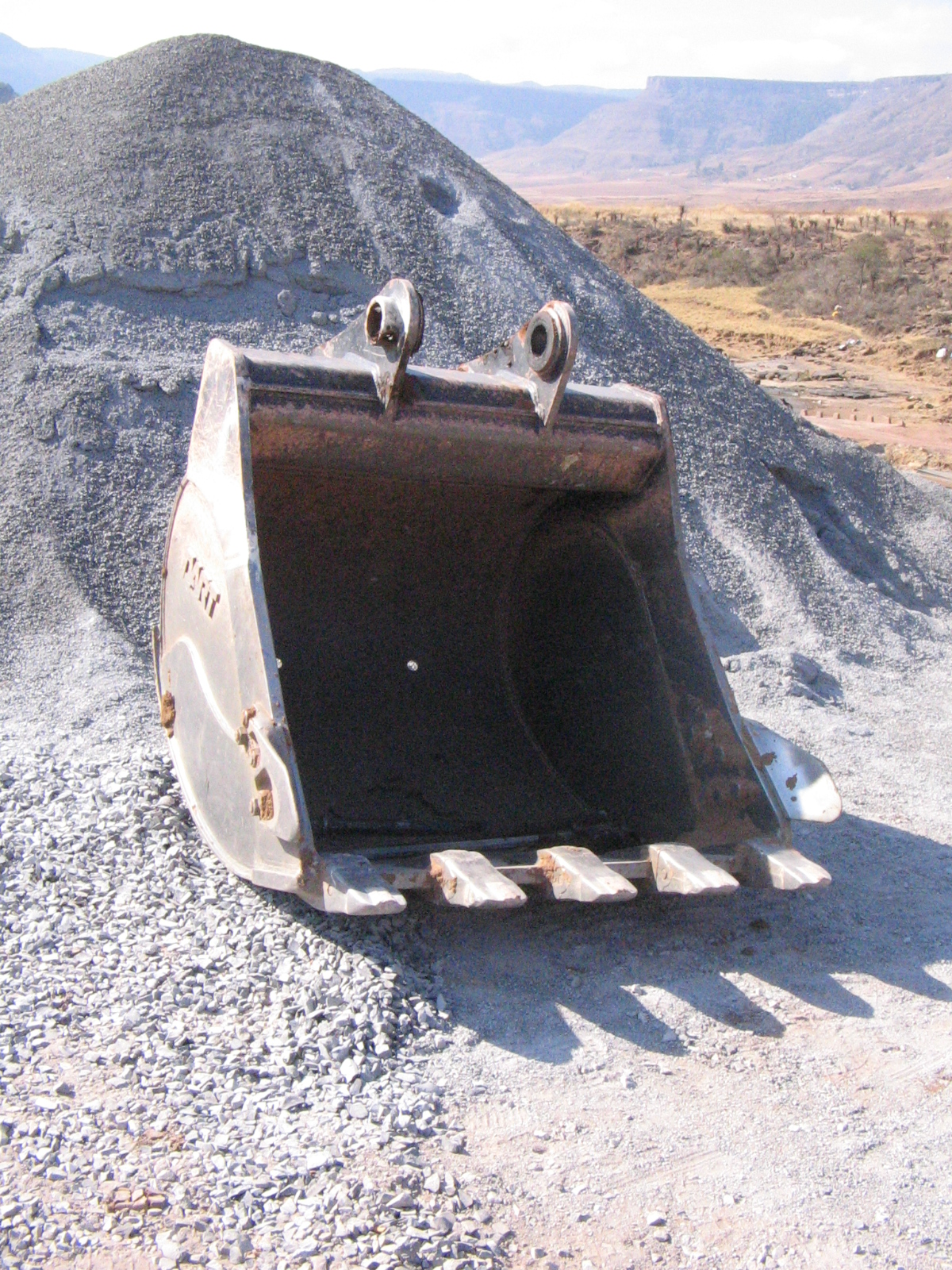
Grävskopa till grävmaskin

Grävskopa, i vardagligt tal kallad skopa, används vanligtvis på grävmaskin.

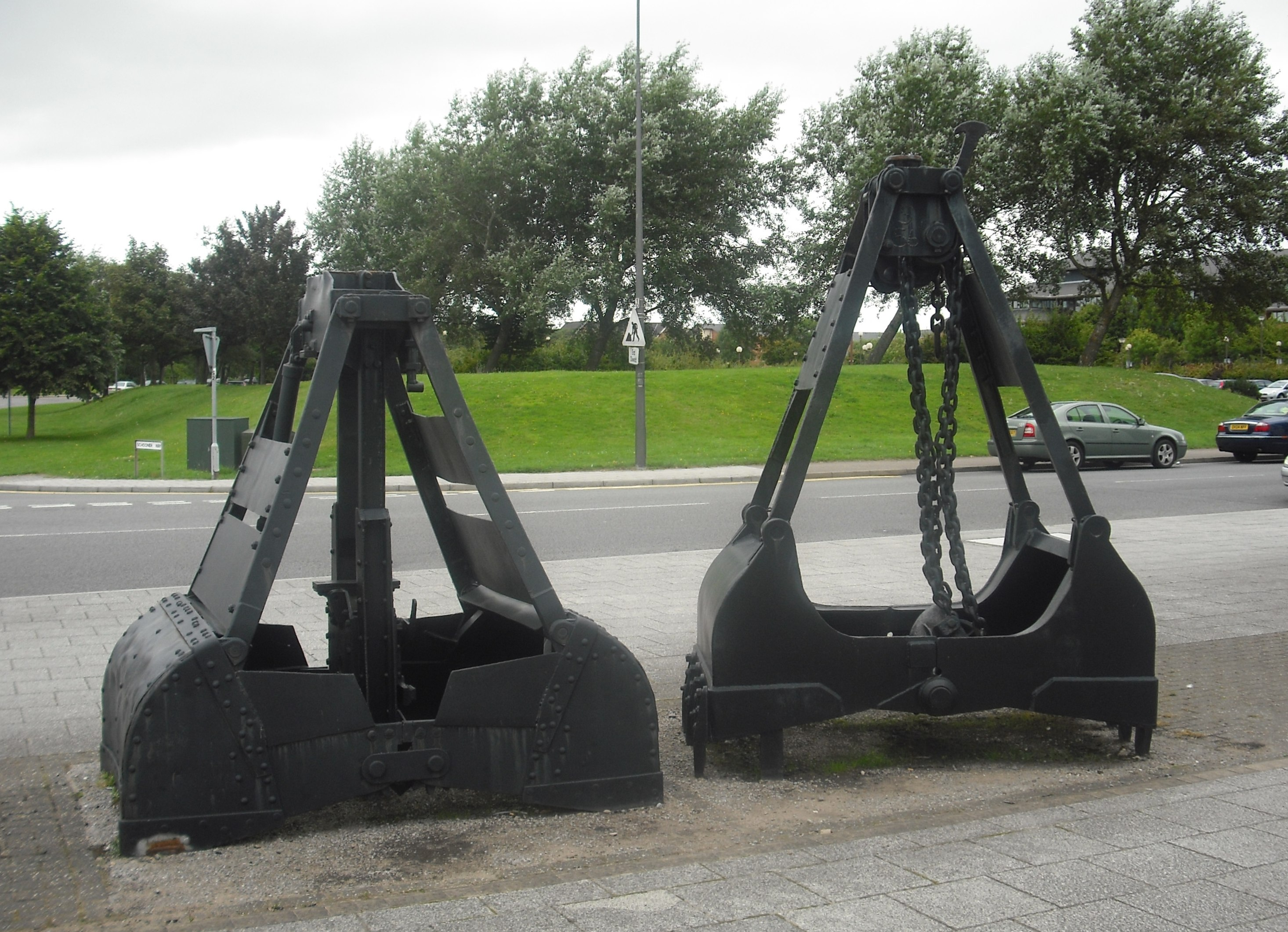
Exempel på mekaniska gripskopor.

Gripskopa, en skopa som med två, eller flera käftar kniper om lasten och därmed kan lyfta den. Förr var lindrivna gripskopor vanligast men idag är de oftast hydrauliska.
Planeringsskopa är en bred skopa avsedd att planera ut schaktmassor, sand eller jord med.
Gallerskopa är en speciell typ av skopa för grävmaskiner som sorterar shaktmassorna efter fraktionsstorlek. Konstruktionsmässigt är det i princip en helt vanlig planeringsskopa där den solida botten har bytts ut mot ett grovmaskigt galler. Till många gallerskopor finns ett löst galler som man kan montera för få ett finmaskigare galler.
Grävskoveljul med skopor förekommer på skovelhjulsgrävmaskiner.
Andra typer av skopor förekommer på paternosterverk och släpgrävmaskiner.
En skopa till mat kallas ofta soppslev eller såsslev. Militärt finns portionsskopa som rymmer precis så mycket som avses för en normalportion.
En mycket liten skopa används av en sommelier vid vinprovning.
Ordet "skopa" är belagt i svenska språket sedan yngre fornsvensk tid.